# Apatani (langue)
L'apatani est une langue tibéto-birmane parlée en Inde.

## Répartition géographique
L'apatani est parlé dans le centre-sud du district du bas Subansiri situé dans l'État d'Arunachal Pradesh.

## Classification interne
L'apatani est une des langues tani, un sous-groupe groupe de la famille tibéto-birmane.

## Sources
- (en) P. T. Abraham, 1985, Apatani Grammar, Mysore, Central Institute of Indian Languages.
- (en) P. T. Abraham, 1987, Apatani-English-Hindi Dictionary, Mysore, Central Institute of Indian Languages.